# Cent premiers jours de la première présidence de Donald Trump
Les cent premiers jours de la présidence de Donald Trump ont commencé à l'occasion de son investiture comme 45e Président des États-Unis, qui a eu lieu à midi le 20 janvier 2017. La 48e vice-président des États-Unis, Mike Pence, a été investi le même jour. Le 100e jour de la présidence de Donald Trump a été le 29 avril 2017. Trump avait préalablement annoncé son plan pour les cent premiers jours de sa présidence à  Gettysburg, en Pennsylvanie, le 23 octobre 2016, avant l'élection. Le 75e jour, ayant atteint aucun des objectifs législatifs énoncés dans son Programme des 100-jours, Trump a fait signer un certain nombre de décrets et protocoles présidentiels en réponse à ses promesses dans le plan, et le 10 avril, Neil Gorsuch, nommé par Trump, a pris ses fonctions en tant que juge de la Cour Suprême, accomplissant l'un des principaux engagement des 100-Jours. À l'aide de Congressional Review Act (en), son administration a commencé le processus d'abrogation de onze règlements finalisés au cours des derniers mois de la présidence du son prédécesseur : Barack Obama,.

## Engagements
Trump a présenté les engagements suivants pour ses cent premiers jours :
- Nommer des juges qui « soutiendront la Constitution » et défendront le « deuxième amendement »
- Construire un mur sur la frontière sud des États-Unis et limiter l'immigration pour « donner aux chômeurs américains une chance de trouver des emplois qui paient bien »
- Réanalyser les accords de commerce avec les autres pays et s'occuper des entreprises qui envoient des emplois à l'outre-mer
- Abroger et remplacer le Patient Protection and Affordable Care Act
- Retirer les limitations fédérales concernant la production d'énergie
- Poursuivre un amendement à la constitution des États-Unis qui imposerait des limitations de mandat des membres du congrès
- Abroger les gun-free zones (zones sans fusils)
- Créer une règle à propos des limitations que « pour chaque nouvelle limitation, deux anciennes limitations doivent être abrogées »